# Don Webb

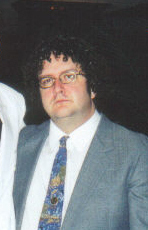
Don Webb, 1999

Don Webb (1960) is de oprichter van de Temple of Set.
Na ongeveer vijf jaar lid te zijn geweest van de Church of Satan verliet hij deze kerk. Dit kwam vooral vanwege inhoudelijke onenigheden met de kerkleiding. Nadat hij uit de kerk gestapt was, besloot hij zijn eigen kerk op te richten. Hij noemde zijn kerk de Temple of Set. Na enige tijd had hij een verschil van mening over de richting van die kerk en trok zich terug als High Priest. De dochter van Anton LaVey (oprichter van de Church of Satan Zeena LaVey) volgde hem op als High Priestess. Heden ten dage is hij nog steeds lid van de Temple of Set maar heeft niets meer te maken met de kerkleiding.
Don Webb is ook schrijver. Hij heeft verscheidene (non-)fictieboeken geschreven.